# Shaun Francis
Shaun Francis (Mandeville, 22 ottobre 1986) è un ex calciatore giamaicano, di ruolo difensore.

## Carriera

### Club
Ha giocato nel campionato giamaicano, statunitense e canadese.
Dopo tre anni e mezzo con i San Jose Earthquakes, il 13 luglio 2017 passa al Montreal Impact.

### Nazionale
Ha esordito in nazionale nel 2010 ed è stato convocato per la Gold Cup 2017.

## Palmarès

### Competizioni nazionali
- USL Championship: 1

Louisville City: 2018